# Fisher Island
Fisher Island és una concentració de població designada pel cens dels Estats Units a l'estat de Florida. Segons el cens del 2000 tenia 467 habitants.

## Demografia
Segons el cens del 2000, Fisher Island tenia 467 habitants, 218 habitatges, i 149 famílies. La densitat de població era de 530,3 habitants/km².
Dels 218 habitatges en un 19,3% hi vivien nens de menys de 18 anys, en un 61,5% hi vivien parelles casades, en un 5,5% dones solteres, i en un 31,2% no eren unitats familiars. En el 26,6% dels habitatges hi vivien persones soles el 7,3% de les quals corresponia a persones de 65 anys o més que vivien soles. El nombre mitjà de persones vivint en cada habitatge era de 2,14 i el nombre mitjà de persones que vivien en cada família era de 2,51.
Per edats la població es repartia de la següent manera: un 15,6% tenia menys de 18 anys, un 3,2% entre 18 i 24, un 20,3% entre 25 i 44, un 45,6% de 45 a 60 i un 15,2% 65 anys o més.
L'edat mediana era de 51 anys. Per cada 100 dones de 18 o més anys hi havia 99 homes.
Cap de les famílies estaven per davall del llindar de pobresa.

## Poblacions més properes
El següent diagrama mostra les poblacions més properes.